# 沙坝龙蜥
沙坝龙蜥（学名：Diploderma chapaense），一种分布于越南北部及中国云南省等地区的蜥蜴，隶属于鬣蜥科（飞蜥科）龙蜥属。
2018年研究人员将原来广义的龙蜥属（Japalura sensu lato）拆分为四个属－ Japalura 、 Diploderma、 Cristidorsa 和 Pseudocalotes，并将 Japalura 的中文属名改为“攀蜥属”，而将“龙蜥属”指代 Diploderma。2020年，部分中国学者建议将 Japalura 的中文名恢复为“龙蜥属”，而将 Diploderma 的中文属名改名为“攀蜥屬”。故在有些资料中，本种也被称为“沙坝攀蜥”。然而在中国科学院昆明动物研究所研究人员主编的《中国两栖、爬行动物分类变动汇总》中未接受该建议，仍将 Diploderma 称为“龙蜥属”。

## 保护
本种于2023年被收录入《有重要生态、科学、社会价值的陆生野生动物名录》。